# Luis Miguel Ibañez Lera
Luis Miguel Ibañez Lera (León, Provincia de León, España, 11 de agosto de 1996), conocido deportivamente como Luismi, es un futbolista español que juega como guardameta. Actualmente forma parte del Futbol Club Ordino de la Primera División de Andorra.

## Trayectoria deportiva
Formado desde temprana edad en diferentes clubes base de la Provincia de León como el CD Santa Marta o el UD Columbrianos, en 2015 pasa a formar parte del CD Fabero donde permaneció cinco temporadas consecutivas sumando un ascenso en 2019.
Una vez finalizado su contrato con el CD Fabero, el curso 2020/2021 ficha por el Club Atlético de Bembibre para competir en el grupo octavo de Tercera Federación donde permaneció por dos campañas. Al final de la primera campaña firma por el Hamar en la ciudad de Hveragerði  (Islandia), para competir en la 4.deild karla. En su segunda etapa con el Club Atlético Bembibre para la temporada 2021/2022, finaliza su contrato en Febrero para unirse a la plantilla del Club Deportivo Plus Ultra hasta final de temporada.
En la temporada 2022/2023 firma contrato profesional con el Futbol Club Ordino para competir en la Primera División de Andorra, haciendo su debut oficial el 11 de septiembre de 2022 en el encuentro correspondiente a la jornada 1 del campeonato de liga ante el Inter Club d'Escaldes.

## Carrera deportiva

### Clubes
| Club                      | País     | Año             |
| ------------------------- | -------- | --------------- |
| CD Fabero                 | España   | 2015-2020       |
| Club Atlético Bembibre    | España   | 2020-2021       |
| Hamar                     | Islandia | 2021            |
| Club Atlético Bembibre    | España   | 2021-2022       |
| Club Deportivo Plus Ultra | España   | 2022            |
| Futbol Club Ordino        | Andorra  | 2022-actualidad |